# Campionati europei individuali di ginnastica artistica 2013 - Concorso individuale femminile
Il concorso generale individuale maschile ai Campionati Europei si è svolto alla Sportcomplex Olympiyskiy di Mosca, Russia il 19 aprile 2013. I migliori 24 ginnasti che competono in questa gara vengono scelti durante la fase di qualificazione. A causa della regola "two per country", solo due ginnasti migliori di ogni nazione possono partecipare alla finale all-around.

## Podio
| Oro                    | Argento                 | Bronzo                    |
| Alija Mustafina Russia | Larisa Iordache Romania | Anastasija Grišina Russia |

## Classifica
| Pos.    | Ginnasta            | Nazione     | Attrezzo  | Attrezzo  | Attrezzo | Attrezzo     | Totale |
| Pos.    | Ginnasta            | Nazione     | Volteggio | Parallele | Trave    | Corpo libero | Totale |
| ------- | ------------------- | ----------- | --------- | --------- | -------- | ------------ | ------ |
| Oro     | Alija Mustafina     | Russia      | 15.033    | 15.133    | 14.400   | 14.466       | 59.032 |
| Argento | Larisa Iordache     | Romania     | 14.900    | 13.833    | 14.833   | 14.866       | 58.432 |
| Bronzo  | Anastasija Grišina  | Russia      | 14.900    | 15.033    | 14.133   | 13.866       | 57.932 |
| 4       | Diana Bulimar       | Romania     | 14.766    | 13.666    | 14.400   | 14.233       | 57.065 |
| 4       | Giulia Steingruber  | Svizzera    | 15.066    | 13.800    | 14.366   | 13.833       | 57.065 |
| 6       | Roxana Popa         | Spagna      | 14.633    | 14.300    | 13.133   | 13.633       | 55.699 |
| 7       | Elisa Meneghini     | Italia      | 13.866    | 13.633    | 14.000   | 13.700       | 55.199 |
| 8       | Ruby Harrold        | Regno Unito | 13.900    | 14.033    | 13.300   | 13.400       | 54.633 |
| 9       | María Vargas        | Spagna      | 13.833    | 13.900    | 13.400   | 13.200       | 54.333 |
| 10      | Ida Gustasson       | Svezia      | 13.833    | 13.966    | 13.233   | 13.100       | 54.132 |
| 11      | Noémi Makra         | Ungheria    | 13.833    | 13.466    | 13.700   | 12.966       | 53.965 |
| 11      | Giorgia Campana     | Italia      | 13.900    | 13.933    | 13.166   | 12.966       | 53.965 |
| 13      | Ilaria Käslin       | Svizzera    | 13.733    | 13.166    | 13.933   | 12.800       | 53.632 |
| 14      | Lisa Katharina Hill | Germania    | 13.766    | 14.366    | 11.966   | 13.300       | 53.398 |
| 15      | Ana Filipa Martins  | Portogallo  | 13.233    | 13.300    | 12.800   | 13.000       | 52.333 |
| 16      | Noël van Klaveren   | Paesi Bassi | 14.366    | 11.733    | 12.366   | 13.333       | 51.798 |
| 17      | Olena Vasylieva     | Ucraina     | 13.300    | 12.766    | 13.266   | 12.000       | 51.332 |
| 18      | Charlie Fellos      | Regno Unito | 13.633    | 13.200    | 12.100   | 12.266       | 51.199 |
| 19      | Lisa Ecker          | Austria     | 13.766    | 12.500    | 12.400   | 12.525       | 51.191 |
| 20      | Jana Sikulova       | Rep. Ceca   | 13.533    | 13.633    | 11.266   | 12.500       | 50.932 |
| 21      | Cagla Akyol         | Germania    | 13.600    | 11.733    | 12.500   | 12.533       | 50.366 |
| 22      | Dorina Böczögő      | Ungheria    | 13.600    | 11.600    | 11.700   | 13.300       | 50.200 |
| 23      | Elisa Hammerle      | Austria     | 13.933    | 12.366    | 11.033   | 12.600       | 49.932 |
| 24      | Angelina Kysla      | Ucraina     | 0.000     | 13.400    | 11.466   | 13.133       | 37.999 |